# Regalado Maambong
Regalado Maambong (Santa Fe, 2 januari 1939 - 27 mei 2011) was een Filipijns politicus en rechter. Hij was onder andere lid van het Batasang Pambansa, lid van de Constitutionele Commissie die de Filipijnse Grondwet van 1987 ontwierp, lid van de Filipijnse kiescommissie COMELEC en rechter van het Filipijnse Hof van beroep. Bij de verkiezingen van 2010 deed Maambong nog mee aan de verkiezingen voor de Filipijnse Senaat.

## Biografie
Na zijn middelbareschoolopleiding aan de University of San Carlos in Cebu, studeerde hij rechten aan de Ateneo de Manila University, waar hij in 1961 als en van de tien beste studenten van zijn jaar afstudeerde. In hetzelfde jaar slaagde hij tevens voor het toelatingsexamen voor de Filipijnse balie met een score die opnieuw tot de tien beste van het jaar behoorde. Aansluitend volgende hij van 1962 tot 1963 nog een Bachelor of Science-opleiding aan het Philippine College of Criminology. Tegelijkertijd doceerde hij aan de academie van het National Bureau of Investigation. In 1964 werd Maambong benoemd tot decaan van de Faculteit Criminologie van de University of the Visayas.
In 1980 werd Maambong gekozen tot lid van de provinciale raad van de provincie Cebu. Aansluitend was hij van 1984 tot 1986 lid van het Batasang Pambansa (het toenmalige Filipijns parlement). In 1986 werd Maambong door president Corazon Aquino gevraagd plaats te nemen in de Constitutionele Commissie, die als taak had, de nieuwe Filipijnse Grondwet te ontwerpen. De hen ontworpen grondwet werd na ratificatie middels volksraadpleging in 1987 aangenomen en is de huidige grondwet van het land. Van 1989 tot 1997 doceerde Maanbong rechten aan de Ateneo de Manila University, het Adamson and Pamantasan ng Lungson ng Maynila College of Law, De University of the Philippines en het Philippine Judicial Academy. In 1991 werd hij benoemd als rechter aan het Regional Trial Court, branch 22 in Cebu. Van 1991 tot 1998 was hij commisioner (lid) van de Filipijnse kiescommissie COMELEC. In die periode was hij een van de drijvende krachten achter het automatiseren van de Filipijnse verkiezingen. Van 2002 tot 2009 was Maambong rechter van het Hof van beroep, de op een na hoogste rechtsinstantie van de Filipijnen. Na zijn verplichtte pensionering als rechter op 70-jarige leeftijd deed hij bij de verkiezingen van 2010 namens KBL mee aan de senaatsverkiezingen. Hij haalde daarbij echter niet voldoende stemmen voor een van de twaalf beschikbare zetels in de Filipijnse Senaat.
Maambong was getrouwd met Ruth Maambong en had één kind. 

## Bron
- (en)  Retired CA justice Regalado Maambong dies, 72, ABS-CBNNews.com